# Sylvie Octobre
Sylvie Octobre est une sociologue spécialisée dans les pratiques culturelles des enfants et adolescents.

## Biographie
Sylvie Octobre étudie au CELSA-Paris IV puis prépare un DESS en gestion des institutions culturelles à université à l'université Paris-Dauphine.
En 1996, elle devient titulaire d'un doctorat de l'EHESS (avec pour directeur Pierre-Michel Menger) portant sur les transformations de la profession de conservateur de musée.
Elle est chargée d'études au département des Études, de la Prospective et des Statistiques (DEPS) du ministère de la Culture et de la Communication,.
Titulaire depuis 2014 d'une habilitation à diriger des recherches de l'Université Paris IV, préparée sous la direction d'Olivier Galland, elle est chercheuse associée au Centre Max Weber-ENS Lyon/CNRS, France.
Elle est qualifiée aux fonctions de professeur des universités en 2015. Elle est actuellement chargée de cours à Sciences Po Paris.
Elle est rédactrice en chef, avec Vincenzo Cicchelli, de la revue de langue anglaise Youth and Globalization et coéditrice de la collection d'ouvrages Youth in a Global World.
Son domaine de spécialisation est la sociologie de la culture et plus spécialement des pratiques culturelles des jeunes. Outre l'exploitation des enquêtes longitudinales du ministère de la Culture, elle a dirigé et rédigé plusieurs ouvrages de référence sur les pratiques culturelles des enfants et adolescents, qui ont structuré ce champ d'étude en France. Elle s'intéresse particulièrement aux inégalités sociales et de genre dans ces pratiques, ainsi qu'à leur transmission et les changements induits par les outils numériques.
Elle se penche également sur les effets de la globalisation de la culture sur les répertoires culturels et les modes d'appropriation. Dans ce cadre, avec Vincenzo Cicchelli, elle s'est intéressée aux aspects culturels et esthétiques du cosmopolitisme, introduisant par exemple la notion d'« amateur cosmopolite »,.

## Publications
Sylvie Octobre a publié de nombreux ouvrages et articles.

### Ouvrages
- Christophe Evans, Sylvie Octobre et François Rouet, Sociales Fictions, Paris, Bréal, 2004, 288 p.  (EAN 9782749500652).
- Sylvie Octobre, Les loisirs culturels des 6-14 ans, Paris, Ministère de la Culture, 2004, 429 p.  (ISBN 9782110054807)
- Sylvie Octobre (dir), Enfance & culture. Transmission, appropriation et représentation, Paris, Ministère de la Culture, 2010, 286 p.  (ISBN 9782110975454)[14]
- Sylvie Octobre, Christine Détrez, Pierre Mercklé et Nathalie Berthomier, L'enfance des loisirs. Trajectoires communes et parcours individuels de la fin de l'enfance à la grande adolescence, Paris, Ministère de la Culture, 2010, 432 p.
- Sylvie Octobre et Régine Sirota (dir), L'enfance et ses cultures. Approches internationales, Paris, Ministère de la Culture, 2013, 214 p.
- Sylvie Octobre, Deux pouces et des neurones. Les cultures juvéniles de l'ère médiatique à l'ère numérique, Paris, Ministère de la Culture, 2014, 285 p.  (ISBN 9782111281554)[15]
- Sylvie Octobre (dir), Questions de genre, questions de culture, Paris, Ministère de la Culture, 2014, 152 pages.  (ISBN 9782111281561)
- Christine Dallaire et Sylvie Octobre (dir.), Jeunes et cultures : dialogue franco-québécois, Québec, Presses de l’Université Laval, 2017, 246 p.  (ISBN 9782763735917).
- Vincenzo Cicchelli et Sylvie Octobre, L'amateur cosmopolite. Goût et imaginaires culturels juvéniles à l'ère de la globalisation, Paris, Ministère de la Culture, 2017, 424 pages.  (ISBN 9782111515154)[16]
- Sylvie Octobre, Les technocultures juvéniles : du culturel au politique, Paris, L’Harmattan, 2018, 212 p. [lire en ligne]
- Vincenzo Cicchelli et Sylvie Octobre, Aesthetico-cultural Cosmopolitanism and French Youth. The Taste of the World, NY/Londres, Palgrave, 2018, 405 p.
- Sylvie Octobre et Frédérique Patureau (dir), Normes de genres dans les institutions culturelles, Paris, Presses de Sciences Po/Ministère de la Culture, 2018, 166 pages.  (ISBN 9782111515222)
- Vincenzo Cicchelli, Sylvie Octobre et Viviane Riegel, Aesthetic Cosmopolitanism and Global Culture, Leiden/NY, Brill, 2019, 361 p.
- Sylvie Octobre, ¿Quién teme a las culturas juveniles ?, Mexico, OceanoTravesia, 2019, 352 p.  (ISBN 9786075271484).
- Sylvie Octobre et Frédérique Patureau (dir), Sexe et genre des mondes culturels, Lyon, ENS Éditions, 2020, 265 p.
- Sylvie Octobre, Youth Technoculture: From Aesthetics to Politics, Leiden/NY, Brill, 2020, 206 p.
- Sylvie Octobre et Régine Sirota (dir), Inégalités culturelles : retour en enfance, Paris, Presses de Sciences Po/Ministère de la culture, 2021, 359 p.
- Vincenzo Cicchelli et Sylvie Octobre, Une jeunesse crispée. Le vivre ensemble face aux crises globales, Paris, L’Harmattan, 2021, 226 p.
- Vincenzo Cicchelli et Sylvie Octobre, The Sociology of Hallyu Pop Culture. Surfing the Korean Wave, NY/Londres, Palgrave, 2021, 356 p.
- Vincenzo Cicchelli et Sylvie Octobre, K-pop, Soft power et culture globale, Paris, PUF, 2022, 315 p.
- Anne Jonchery et Sylvie Octobre (dir), L'éducation artistique et culturelle : une utopie à l’épreuve des sciences sociales, Paris, Presses de Sciences Po/Ministère de la culture, 2022, 319 p.
- Vincenzo Cicchelli et Sylvie Octobre, Youth on Edge: Facing Global Crises in Multicultural French Society, NY/Londres, Palgrave MacMillan, 2022, 253 p.
- Christine Détrez, Kevin Diter et Sylvie Octobre, Culture & Emotions. La dimension affective des goûts, Lyon, ENS Editions, 2024, 271p.
- Vincenzo Cicchelli et Sylvie Octobre, Les K-dramas, ces séries qui font du bien, Paris, PUF, 2024.